# 让-雅克·安培
让-雅克·安培（法語：Jean-Jacques Ampère，1800年8月12日—1864年3月27日），法国语言学家和文学家。出生于里昂，是物理学家安德烈-马里·安培的独生子，以1793年在里昂被处决的祖父的名字命名。